# Lutherkirche (Griesheim)
Die evangelische Lutherkirche in der Pfarrgasse 7–9 ist ein denkmalgeschütztes Bauwerk in Griesheim im Landkreis Darmstadt-Dieburg. Sie gehört zum Dekanat Darmstadt in der Propstei Starkenburg der Evangelischen Kirche in Hessen und Nassau.

## Geschichte und Beschreibung
Die kleine Saalkirche wurde im 12. Jahrhundert erbaut. Im Jahre 1518 wurde ein gewölbter zweijochiger Chor angebaut. 1681 wurde das Kirchenschiff niedergelegt und danach – nach Plänen des Darmstädter Baumeisters Johann Wilhelm Tannemüller – vergrößert wiederaufgebaut.
Im Jahre 1749 wurde der gotische Chor abgebrochen und das Kirchenschiff – nach Plänen von Johann Conrad Lichtenberg – um die Länge des Chors erweitert und dreiseitig abgeschlossen.
An der Westseite der Kirche befindet sich ein großer zweigeschossiger Turmaufsatz, der über einem quadratischen Geschoss ein sechseckiges und von einer geschweiften Haube mit Laterne gedeckt ist.
Innen ist der rechteckige Saal flach gedeckt und hat im Westteil der Kirche eine Holzempore.
Die heutige Orgel wurde 1958 von der Firma Werner Bosch aus Kassel erbaut und verfügt über 33 Register auf drei Manualen und Pedal.

## Denkmalschutz
Aus architektonischen, baukünstlerischen  und stadtgeschichtlichen Gründen steht die Kirche unter Denkmalschutz.

## Bildergalerie

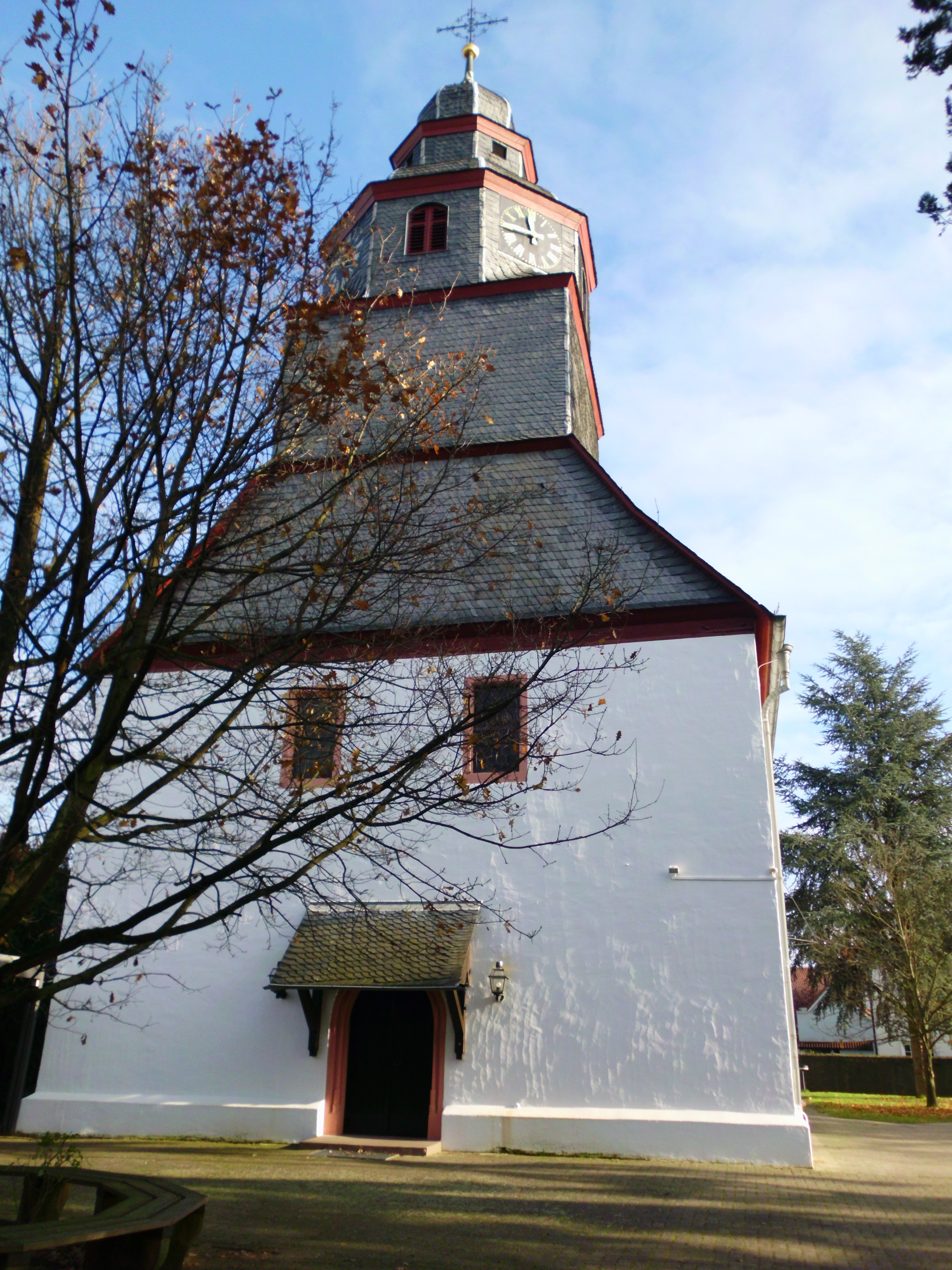
Evangelische Kirche (2011)
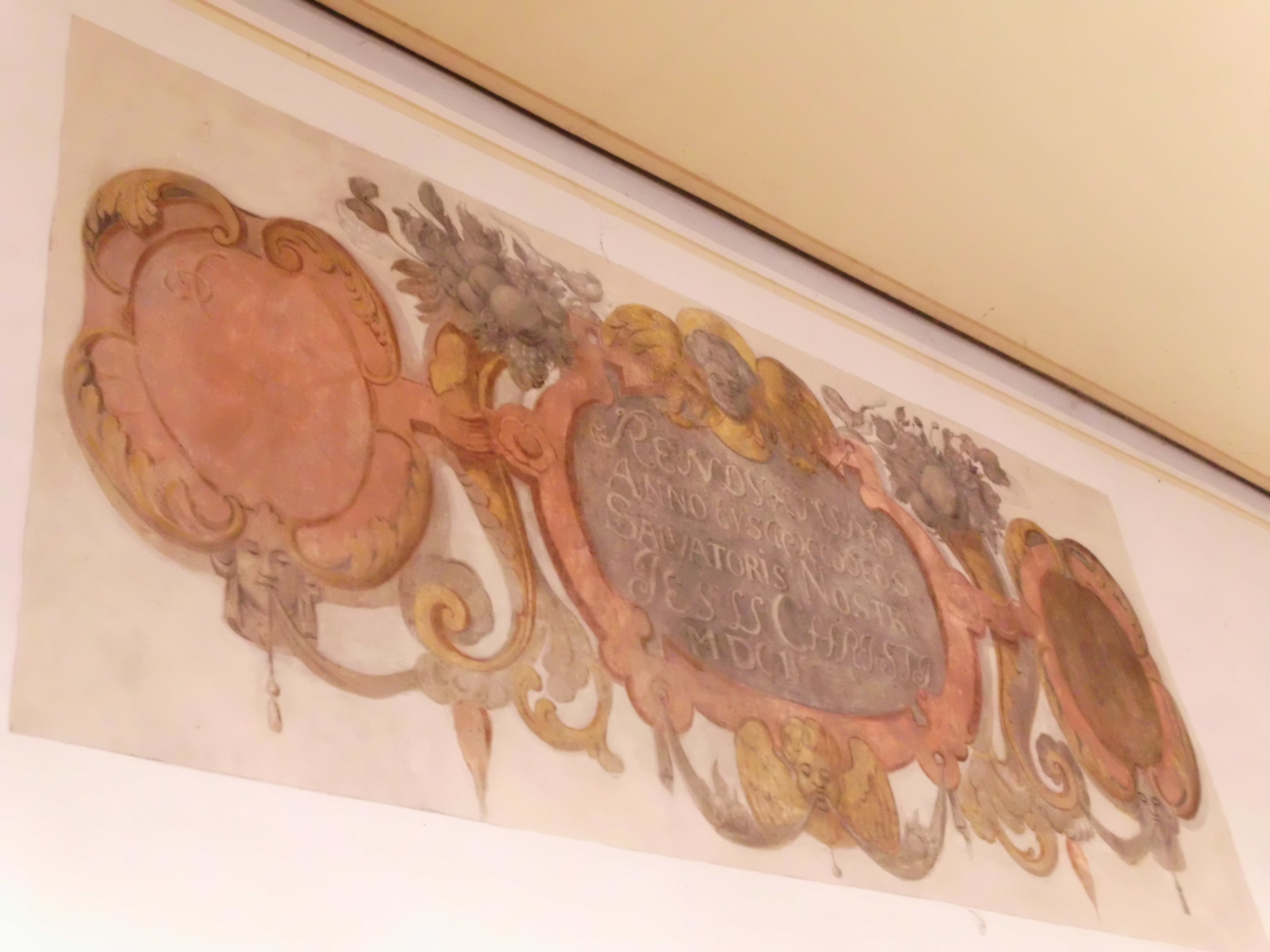
Barockes Gemälde in der Kirche (2011)
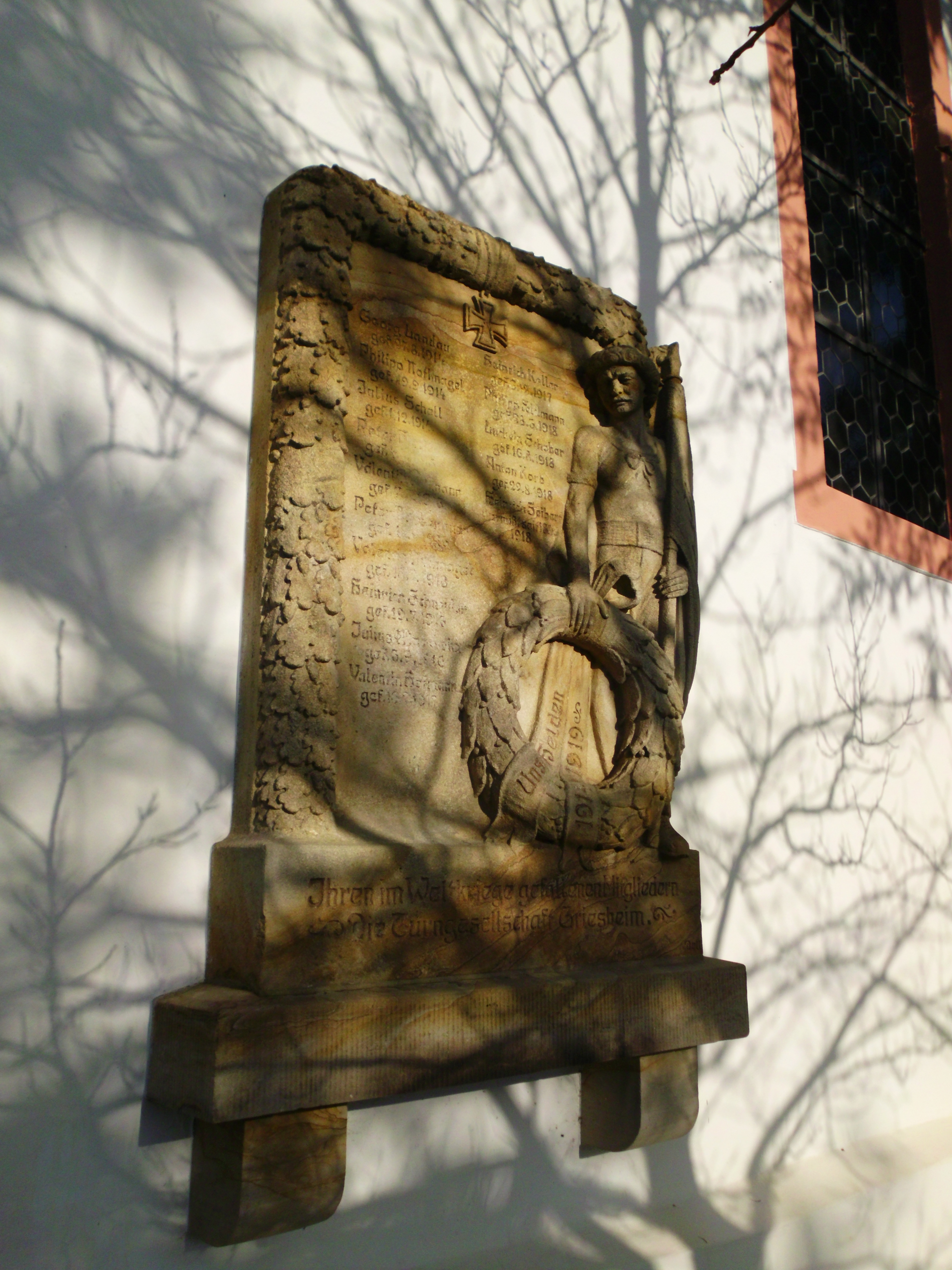
Denkmal des TuS Griesheim an der Lutherkirche für seine im 1. Weltkrieg gefallenen Mitglieder (2011)
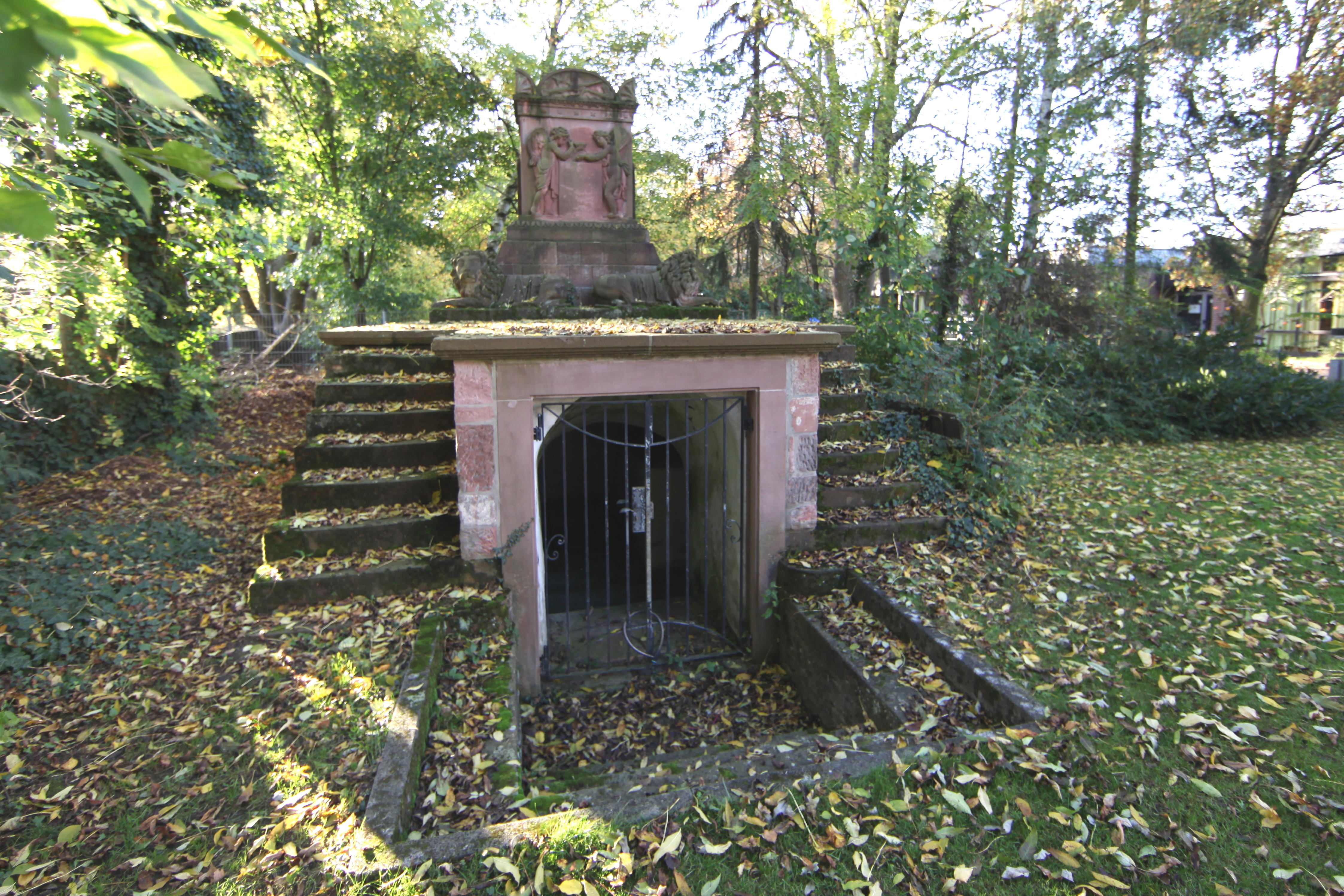
Familiengruft von Friedrich August Landgraf von Hessen 1759–1808 (2013)